# Cricklade

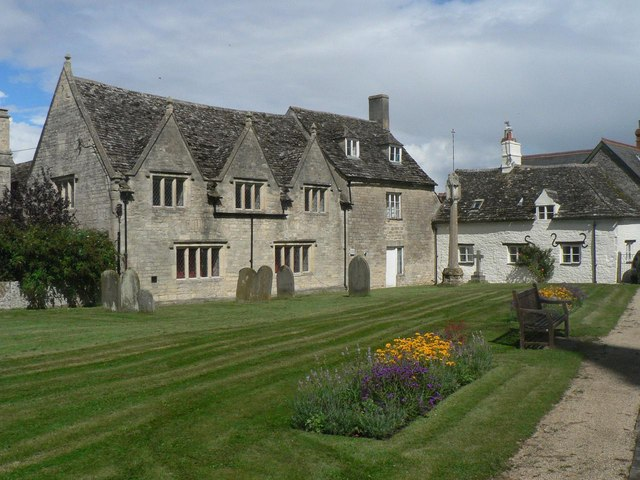
Cricklade - 'Alte Schule' - geograph.org.uk - 527653

Cricklade ist ein Ort mit 4100 Einwohnern (2001) zwischen Swindon und Cirencester in Wiltshire in England. 

## Geschichte
Der Ort ist eine angelsächsische Gründung aus dem 9. Jahrhundert. Cricklade war von strategischer Bedeutung, weil hier eine römische Straße die Themse überquert. In der Zeit von Knut dem Großen befand sich in dem Ort eine Münze.

## Umgebung
In den Themseauen von North Meadow bei Cricklade befindet sich das größte wilde Vorkommen von Schachblumen in England.
Der River Churn, der River Key und der River Ray münden östlich von Cricklade in die Themse.
In der Nähe von Cricklade befand sich bis 1997 eine militärische Funkstation mit einem 61 Meter hohen Holzturm.